# County of Grande Prairie No. 1
Das County of Grande Prairie No. 1 ist einer der 63 „municipal districts“ in Alberta, Kanada. Der Verwaltungsbezirk liegt in der Region Nord-Alberta und gehört zur „Census Division 18“. Er wurde zum 9. Dezember 1912 eingerichtet (incorporated als „Rural Municipality of Grande Prairie No. 709“) und sein Verwaltungssitz befindet sich in Clairmont.
Der Verwaltungsbezirk ist für die kommunale Selbstverwaltung in den ländlichen Gebieten sowie den nicht rechtsfähigen Gemeinden, wie Dörfern und Weilern und ähnlichem, zuständig. Für die Verwaltung der Städte (City) und Kleinstädte (Town) in seinen Gebietsgrenzen ist er nicht zuständig.

## Lage
Der „Municipal District“ liegt im zentralen Westen der kanadischen Provinz Alberta, in den Ausläufern des Peace River Countrys und grenzt nach Westen an die benachbarte Provinz British Columbia. Im Südwesten/Süden folgt die Grenze des Bezirks dem Verlauf des Wapiti Rivers, bevor er dann in den Smoky River einmündet und dessen Verlauf die Südost-/Ostgrenze markiert. Der Bezirk wird in von Nordwest nach Ost vom Alberta Highway 43 durchquert. Außerdem kommt der Alberta Highway 2 von Norden in den Bezirk. Weiterhin durchqueren Eisenbahnstrecken der Canadian National Railway den Bezirk, von Grande Prairie nach Süden nach Hinton, nach Nordwesten nach Dawson Creek sowie nach Norden.
Relativ im Zentrum des Bezirks liegt der Saskatoon Island Provincial Park.
|                  | Saddle Hills County                         | Birch Hills County                     |
| British Columbia | Kompassrose, die auf Nachbargemeinden zeigt | Municipal District of Greenview No. 16 |
|                  | Municipal District of Greenview No. 16      |                                        |

## Bevölkerung
| Jahr | Erhebung          | Einwohner | Änderung | Fläche (km²) | Bev.-dichte (EW/km²) |
| ---- | ----------------- | --------- | -------- | ------------ | -------------------- |
| 2016 | Volkszählung 2016 | 22.303    | + 13,1 % | 5802,21      | 3,8                  |
| 2011 | Volkszählung 2011 | 20.347    | + 13,5 % | 5862,74      | 3,5                  |

## Gemeinden und Ortschaften
Folgende Gemeinden liegen innerhalb der Grenzen des Verwaltungsbezirks:
- Stadt (City): Grande Prairie
- Kleinstadt (Town): Beaverlodge, Sexsmith, Wembley
- Dorf (Village): Hythe
- Weiler (Hamlet): Bezanson, Clairmont, Demmitt, Dimsdale, Elmworth, Goodfare, Huallen, La Glace, Teepee Creek, Valhalla Centre, Wedgewood

Außerdem bestehen noch weitere, noch kleinere Ansiedlungen.